# Sceloporus bicanthalis
Sceloporus bicanthalis är en ödleart som beskrevs av  Smith 1937. Sceloporus bicanthalis ingår i släktet Sceloporus och familjen Phrynosomatidae. IUCN kategoriserar arten globalt som livskraftig. Inga underarter finns listade i Catalogue of Life.